# IC 900
IC 900  ist eine Spiralgalaxie vom Hubble-Typ Sc im Sternbild Jungfrau auf der Ekliptik. Sie ist schätzungsweise 315 Millionen Lichtjahre von der Milchstraße entfernt und hat einen Durchmesser von etwa 150.000 Lichtjahren.

Im selben Himmelsareal befindet sich u. a. die Galaxie NGC 5248.
Die Supernovae SN 2009gl (Typ-IIb) und SN 2015at (Typ-II) wurden hier beobachtet.
Das Objekt wurde am 14. Mai 1892 vom französischen Astronomen Stéphane Javelle entdeckt.